# Campo de iglesia de San Pedro de la Collada
El Campo de iglesia de San Pedro de la Collada, situado en la localidad de Ceñal (barrio de El Bodegón), parroquia de La Collada, en el concejo asturiano de Siero, es una unidad formada por la antigua iglesia parroquial y un tejo, elementos entre los que existe una vinculación cultural e histórica, que justifican su calificación como Bien de Interés Cultural.

## Campo de iglesia
Los Campos de iglesia en Asturias, son conjuntos formados por un tejo y un elemento del patrimonio cultural material. El tejo es un árbol de gran relevancia cultural en la región, donde ha representado un papel simbólico a lo largo de la historia. Protagonista en antiguas creencias precristianas, pasó a convertirse con el tiempo en icono identitario de la comunidad parroquial, y a ser considerado actualmente como la representación de un pasado mítico, de una identidad asturiana basada en la tradición y un cuerpo de valores ecologistas y medioambientales.
La profunda implantación de la vinculación entre estos dos elementos, se evidencia en la existencia en Asturias de doscientos quince grupos compuestos de edificio religioso y tejo. De entre todos estos, y por sus especiales características, el Principado de Asturias, ha declarado a doce de ellos, entre los que se encuentra el Campo de la iglesia de San Pedro de la Collada, como Bien de Interés Cultural, con la categoría de Sitio Histórico, por Decreto 61/2017, de 20 de septiembre.

## Iglesia
La primera noticia documental sobre esta iglesia se fecha en el año 921, en una las numerosas mandas que Ordoño II dispuso en su testamento a favor de la iglesia de San Salvador de Oviedo, y en las que se incluye a “Sancti Petri de Collata”. Para el historiador Francisco Javier Fernández Conde, el anterior diploma forma parte de las falsificaciones elaboradas por el scriptorium del obispo don Pelayo que, para aumentar las propiedades de la Catedral de Oviedo, interpoló más bienes de los originalmente donados en los testamentos regios. Teniendo en cuenta esta prevención, sólo puede apuntarse que la fundación de la iglesia de Ceñal habría tenido lugar en fechas anteriores a la primera mitad del siglo XII, momento en que el obispo don Pelayo estaba ocupando la sede catedralicia (entre 1101 y 1130).
No se conserva ningún resto de la primitiva iglesia medieval, que fue completamente arrasada en las reformas realizadas en las siguientes centurias. Su fábrica actual data de los siglos XVI y XVII, aunque, al haberse quemado los libros parroquiales en la Guerra Civil, resulta imposible detallar en qué consistió cada una de estas fases constructivas.

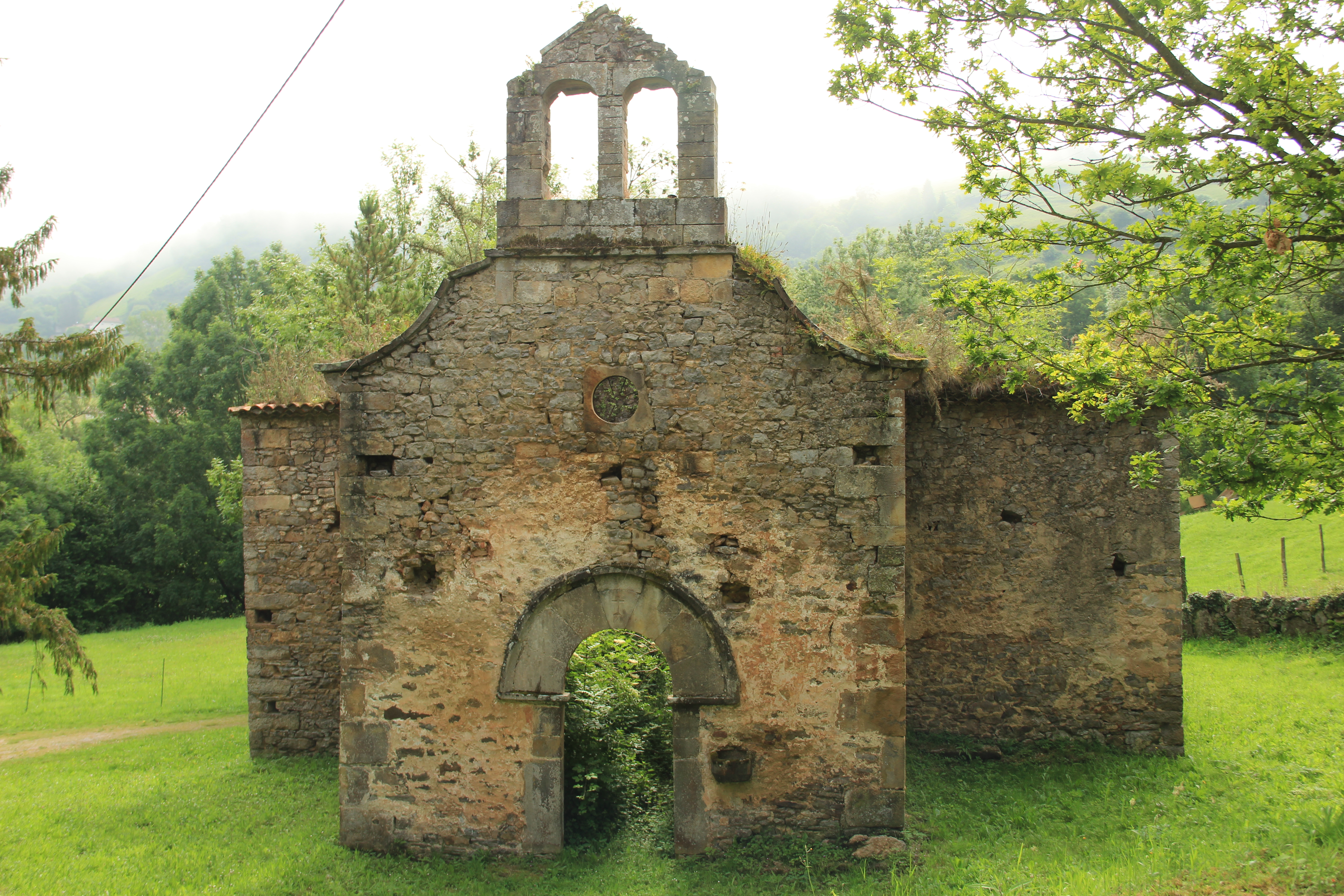
Fachada de la Iglesia.

En el imafronte se encuentra la puerta de entrada al templo, con amplia imposta y arco de medio punto, en el que la clave de la dovela se adorna con una sencilla cruz labrada. También en la fachada, y empotrada en esta, se encuentra junto a la puerta la pila bautismal, mientras que a mayor altura, un óculo facilita la iluminación del interior. La parte superior del imafronte, está construida en hastial, rematando con una espadaña de una sola altura y dos aberturas.
La iglesia ofrece una planta rectangular de nave única y testero recto, con dos capillas cuadrangulares laterales y dos dependencias adosadas a ambos lados de la cabecera, destinadas a sacristía y posible despacho. De estos dos espacios auxiliares sólo se conserva el situado al noreste de la cabecera. Respecto a las capillas, el acceso a las mismas se realiza a través de puertas de arco de medio punto construidos con sencillos sillares, pero el estado de ruina y la desaparición de los altares y retablos, no permite conocer a que santos estaban dedicadas.
Un gran arco triunfal de medio punto, construido con sillares bien escuadrados, separa físicamente la nave del presbiterio. Éste se encuentra elevado sobre una grada de piedra a la que se accede tras subir tres escalones. Dentro de ella, se conserva otra grada de menor tamaño sobre la que apoyaría el altar y retablo mayor. La cabecera del presbiterio aún conserva restos de pintura rojiza formando un trampantojo de sillares sobre la carga y encalado del muro, enmarcado por una cenefa semicircular más gruesa.
Al finalizar la guerra civil, y ante el deterioro sufrido por la iglesia tras un incendio en 1936, el párroco decidió unilateralmente el abandono de la misma y la construcción de una nueva en el pueblo de La Collada, en contra de la voluntad de los vecinos, que se decantaban por su rehabilitación, ya que estimaban que los daños sufridos (techumbre, consolidación de algún muro, y rehacer la tribuna y porterías), no eran tan graves como para encarecer en exceso dicha obra. Fue esta una decisión que solo puede calificarse de muy desafortunada, ya que incluso tras muchas décadas de abandono y afecciones meteorológicas, se estima que sería factible su reconstrucción, y así ha sido propuesto al Ayuntamiento de Siero.

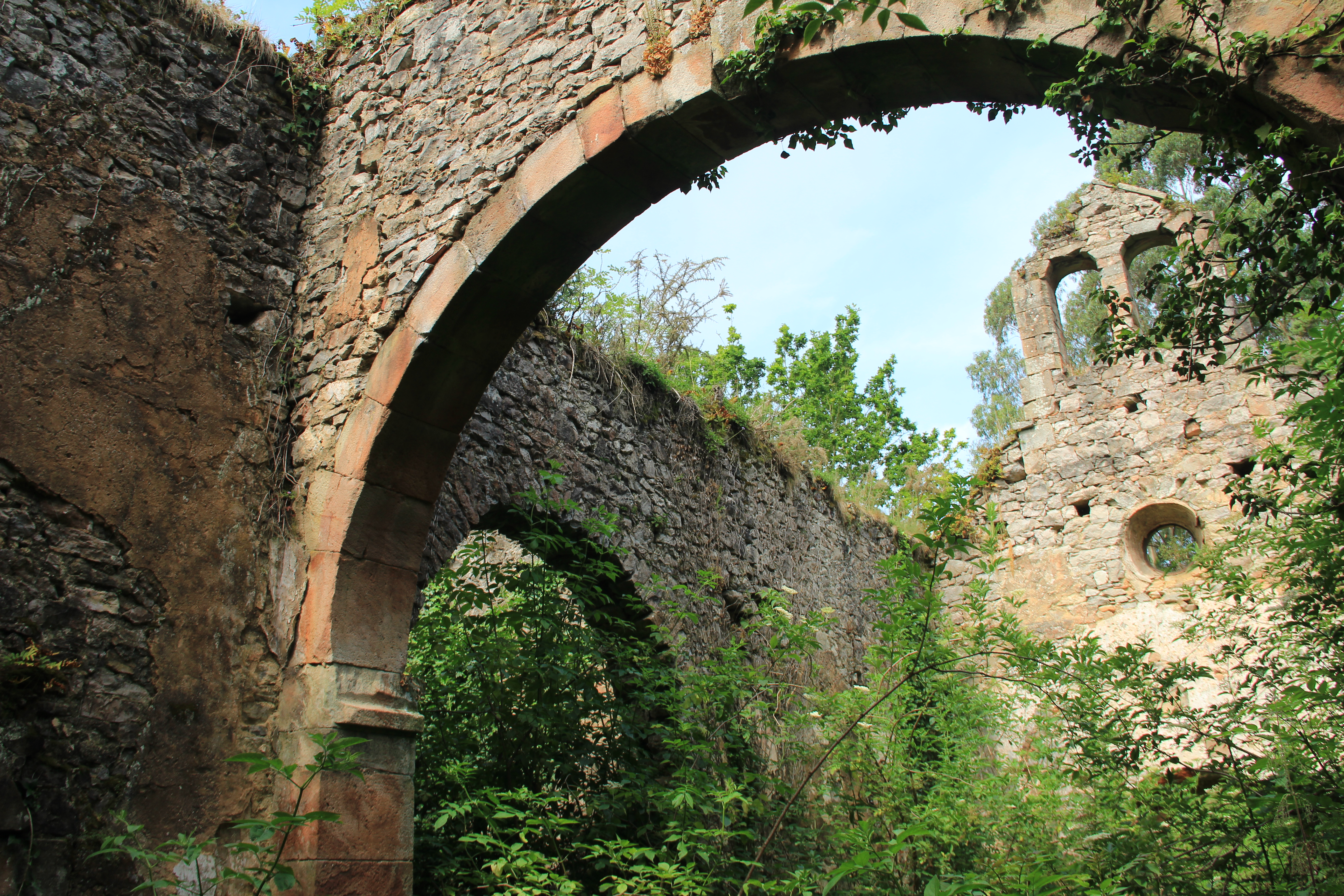
Nave de la Iglesia.

Por su antigüedad, la iglesia forma parte del Inventario del Patrimonio Cultural de Asturias, en virtud de lo establecido en la Disposición Transitoria Tercera de la Ley de Patrimonio Cultural de Asturias, que así lo establece para “las edificaciones y en general los inmuebles construidos con anterioridad al año 1800”, que expresamente no tengan abierta una ficha en dicho Inventario.
Junto a la iglesia, se encuentra el cementerio parroquial circundado por un muro encalado. En su interior se levantó un pequeño altar para celebrar la misa el Día de Difuntos. Esta circunstancia reafirma aún más, la integración del cementerio dentro del conjunto formado por la iglesia y el tejo, agrupados bajo la denominación de “Campo de la Iglesia”.

## Tejo
Junto a la iglesia de Ceñal se levanta un imponente tejo masculino con cuatro metros de perímetro troncal, Según los cálculos de la Asociación “Amigos del texu” su edad rondaría los cuatrocientos años, pudiendo así vincularse su plantación a la conmemoración de una de las reformas realizadas en la iglesia en el siglo XVII. El tejo presenta una copa verde y frondosa, signo de su buen estado de salud, y una de sus raíces, de cuatro centímetros de grosor, se extiende dieciséis metros hacia el presbiterio de la iglesia, por la búsqueda de la raíz de la materia orgánica producida por los enterramientos realizados en el interior de la iglesia, antes de prohibirse este tipo de inhumaciones en 1784 por insalubres, y que enlaza con  la leyenda bretona que afirma que los tejos situados junto a los cementerios “extienden una raíz hasta la boca de cada difunto”, narración que, de este modo, tendría una cierta base científica.